# Angelo Vanzin
Angelo Vanzin est un rameur italien né le 8 février 1932 à Lierna et mort le 22 mai 2018 dans la même ville.

## Biographie
Angelo Vanzin dispute l'épreuve de quatre avec barreur aux Jeux olympiques d'été de 1956 à Melbourne et remporte la médaille d'or avec Alberto Winkler, Ivo Stefanoni, Romano Sgheiz et Franco Trincavelli,.